# Globus (stenmästare)

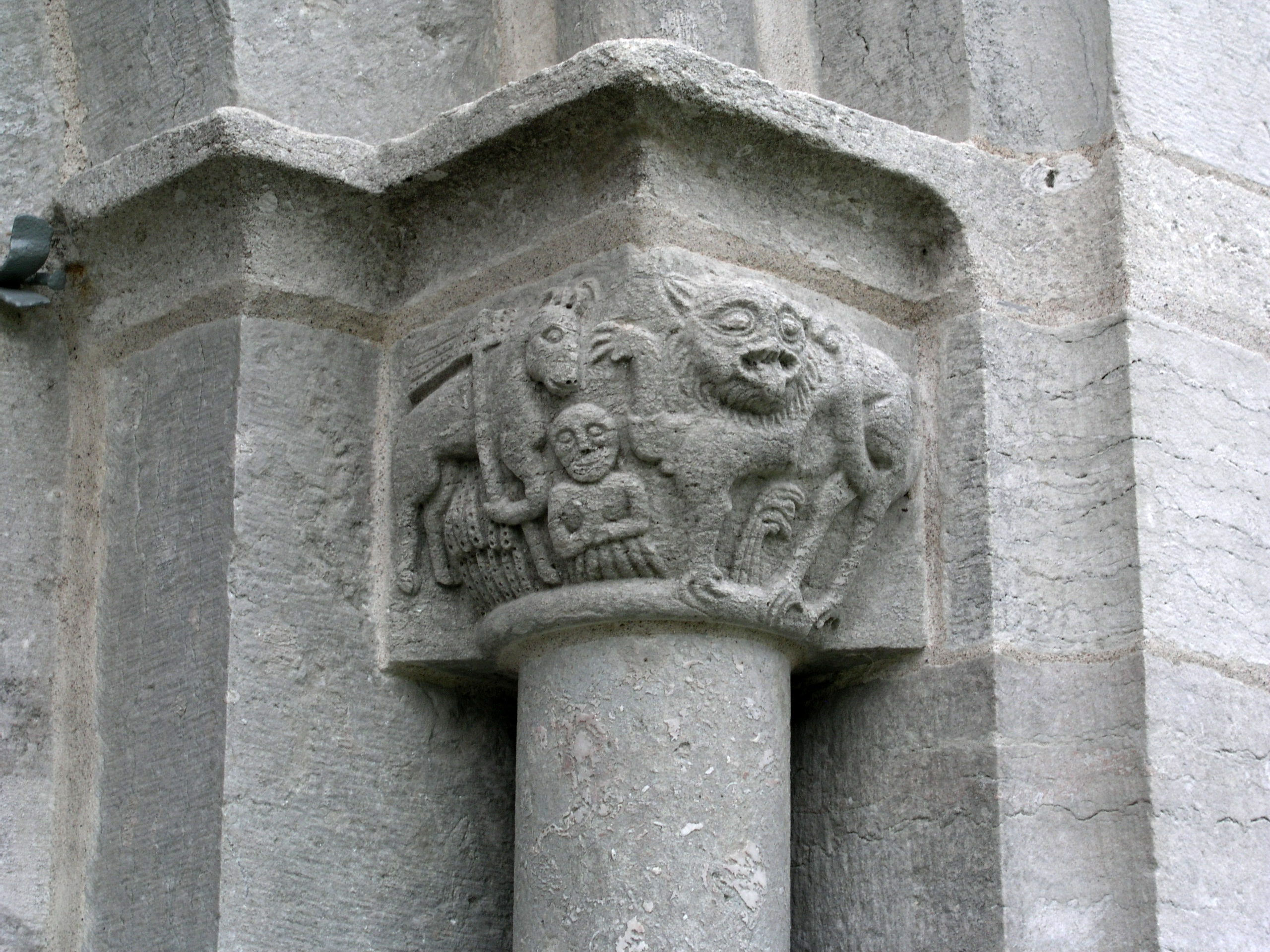
Lau kyrka, västpartiet. Norra portalen, västra kapitälet. Exempel på kapitäl av Globus. Enligt Roosval visar kapitälet en bedjande själ som hotas av ett lejon. Till vänster kommer räddningen i form av Guds lamm.

Globus var en gotländsk stenmästare, verksam omkring 1160-1180.
Globus riktiga namn är inte känt, han är identifierad av Johnny Roosval på stilhistoriska grunder. Namnet kommer av att han figurer ofta är klotrunda i ansiktet. Kapitäl av Globus är kända från kyrkorna i Ala, Alskog, Ardre, Dalhem och Lau och dessutom genom ett jordfynd från Visby.